# محلية عطبرة
محلية عطبرة (بالإنجليزية: Atbara District)‏ إحدى محليات ولاية نهر النيل، السودان.